# Evangelische Kirche (Vadenrod)

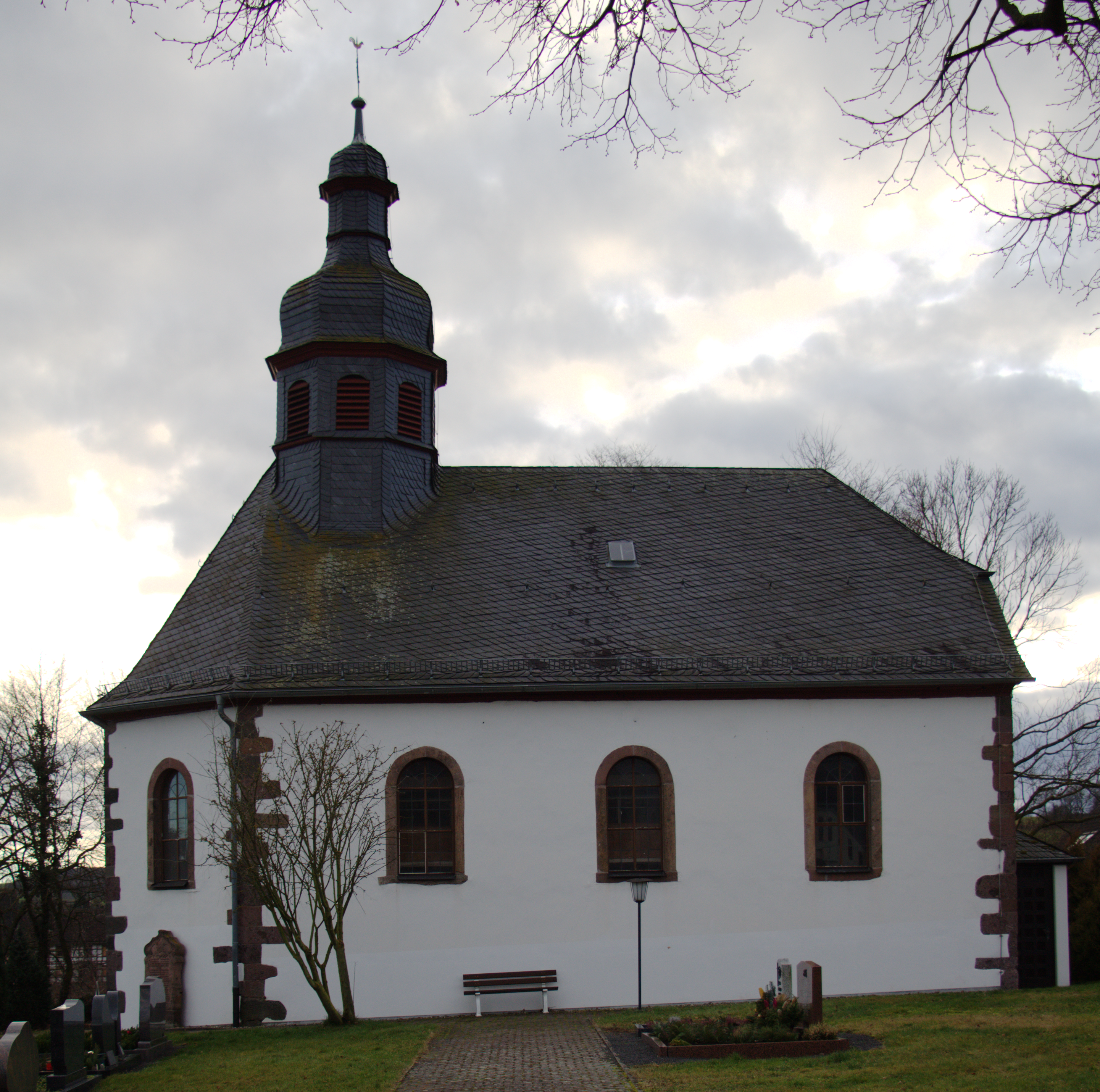
Evangelische Kirche in Vadenrod

Die Evangelische Kirche Vadenrod ist ein denkmalgeschütztes Kirchengebäude, das in Vadenrod steht, einem Ortsteil der Gemeinde Schwalmtal im Vogelsbergkreis in Hessen. Die Kirche gehört zur Kirchengemeinde Hopfgarten im Gruppenpfarramt Vogelsberg im Dekanat Vogelsberg in der Propstei Oberhessen der Evangelischen Kirche in Hessen und Nassau.

## Beschreibung
Die Saalkirche wurde 1738 nach einem Entwurf von Johann Ernst Müller gebaut. Aus dem schiefergedeckten Dach der Kirche, das im Westen einen Krüppelwalm hat, erhebt sich über dem Chor im Osten, der einen dreiseitigen Schluss hat, ein achteckiger Dachreiter, der mit einer bauchigen Haube bedeckt ist, auf der eine Laterne sitzt. Der Innenraum hat eine Empore im Norden aus der Bauzeit, im Osten wurde eine Empore 1791 gebaut. Die Empore im Westen kam erst 1904 hinzu. Die Kanzel stammt aus der Bauzeit, das Taufbecken aus der Spätgotik.